# Maeve Binchy
Maeve Binchy (Dalkey, 28 de Maio de 1939 - Dublin, 30 de Julho de 2012) foi uma escritora, professora e articulista irlandesa. Conhecida por sua simpatia e sua frequente forma bem humorada de retratar a vida dos pequenos povoados irlandeses, por seus personagens descritivos, por seu interesse pela natureza humana e pelos surpreendentes e astuciosos finais de seus escritos. Seus romances traduzidos para 37 línguas, venderam mais de 40 milhões de cópias ao redor do mundo. E sua morte aos 73 anos, anunciada por Vincent Browne na televisão irlandesa na noite de 30 de julho de 2012, foi lamentada como a morte da mais amada e reconhecida escritora da Irlanda.
Ela quebrou o mercado literário americano, se apresentando na lista de best-sellers do The New York Times e no Oprah´s Book Club.
Conhecida por sua "total ausência de malícia" e generosidade para com outros escritores, ela ficou em 3° lugar em uma pesquisa de opinião para o dia mundial do livro realizada em 2000, à frente de Jane Austen, Charles Dickens e Stephen King

## Biografia
Maeve Binchy também era conhecida por ter sidoÉ articulista de jornais em matérias de turismo e colunas humorísticas.

## Obras
- Entre o amor e a amizade
- O lago de vidroe
- Evening Class
- Tara Road
- Uma Casa na Irlanda
- Noites de Chuva e Estrelas
- Círculo de Amigos
- Quentins